# W. Head & Sister
Firma W. Head & Sister, také známá jako Head & Sister, bylo fotografické studio v Dows, Iowa, Spojené státy americké, fungující kolem roku 1885.

## Historie
Křestní jméno W. Heada a jeho sestry je v současné době (2022) neznámé. Dvě dochované kabinetní fotografie ze studia existují v Peter Palmquist Collection of Women in Photography  v Beinecke Rare Book and Manuscript Library na Yaleově univerzitě, New Haven, Connecticut .